# Bahrain International Circuit

A 2020-as szahíri nagydíjon használt vonalvezetés

A Bahrain International Circuit (Bahreini Nemzetközi Versenypálya, arabul حلبة البحرين الدولية) a 2004-es Formula–1 bahreini nagydíjjal nyitotta meg kapuit.
A pálya megépítéséről szóló javaslatot Szalmán bin Hammád Ál Halífa királyi herceg, a bahreini autószövetség elnöke indította el.
A pálya vezetősége először attól tartott, hogy nem lesznek kész az építési munkálatokkal a 2004-es Formula–1-es nagydíjra, így kérvényezték, hogy a megnyitó verseny csak 2005-ben legyen. Bernie Ecclestone, a Formula–1 sorozat vezetője visszautasította ezt a kérést. A futam kezdetekor így a pálya még nem készült el teljesen, de ez nem zavarta meg a verseny lebonyolítását.
A versenypályának fő problémája az elhelyezkedése. Egy sivatag közepén épült, ezért a szervezők attól tartottak, hogy a szél a homokot a pályára hordva, megakadályozhatja a verseny lebonyolítását. Az építők ezt a problémát félig-meddig megoldották, a pálya környékén lévő homokot egy speciális anyaggal megkötötték.
A pályát a német Hermann Tilke tervezte, és megközelítőleg 150 millió amerikai dollárba került a felépítése.

## Bahreini nagydíj

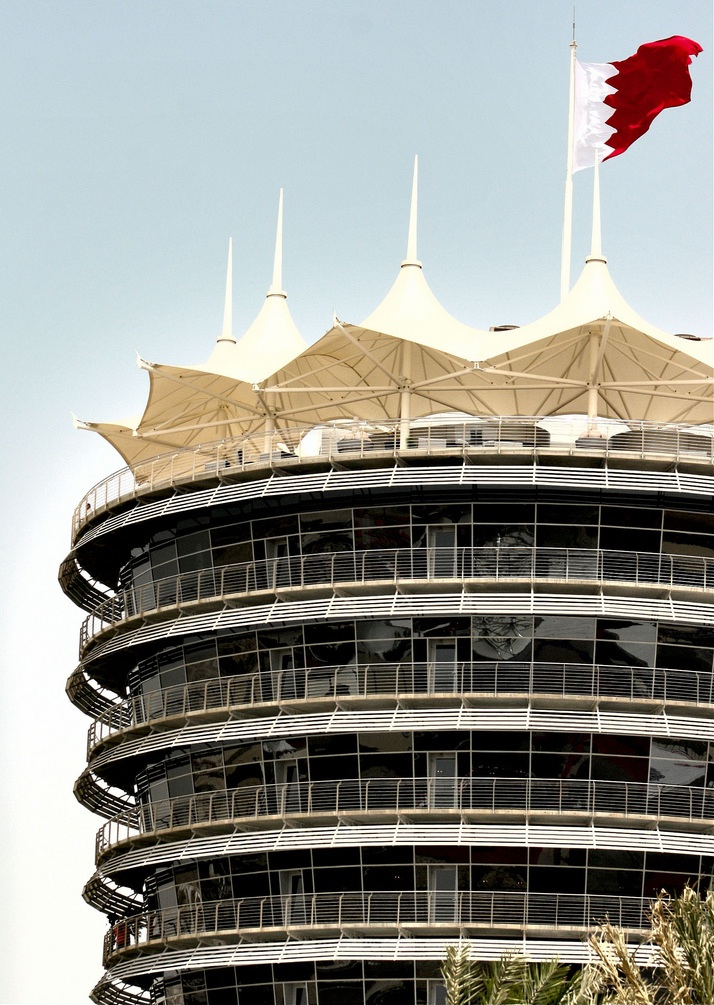
Bahrain Track Grand Stand

A 2010-es bahreini nagydíjon használt vonalvezetés

Az első Formula–1-es bahreini nagydíjat 2004. április 4-én rendezték. Ez volt az első Közel-Keleten rendezett verseny a Formula–1-ben.